# Ordre du mérite des corps policiers
Pour les articles homonymes, voir COM, OOM et MOM.
L'Ordre du mérite des corps policiers est un ordre canadien instauré en octobre 2000. Il est remis pour souligner le mérite et le service exceptionnel des membres des diverses forces de police au Canada par le gouverneur général du Canada, qui est aussi chancelier et commandeur de l'ordre.

## Description
L’insigne de l’ordre est le même que celui de l’Ordre du mérite militaire, soit une croix en émail bleu avec quatre branches s’élargissant à partir du centre et dont les extrémités sont carrées avec au centre un anneau rouge surmonté de la couronne de Saint-Édouard. L’anneau porte l’inscription "MERIT-MÉRITE-CANADA". La bordure et les lettres sur l'anneau sont argent pour les membres, en or pour les officiers et les commandeurs. Le centre de la feuille d'érable est argent pour les membres, or pour les officiers et rouge pour les commandeurs.

## L'ordre
L'ordre comprend trois grades,: 
| Commandeur | C.O.M. |  | Honore : un service et un leadership méritoires exemplaires dans des fonctions de grandes responsabilités au cours d’une période prolongée, habituellement sur la scène nationale ou internationale | Commandeur de l'Ordre du mérite militaire (C.M.M.) | Commandeur de l'Ordre royal de Victoria (COV) |
| Officier   | O.O.M. |  | Honore : le service méritoire exemplaire dans des fonctions comprenant des responsabilités au cours d’une période prolongée, habituellement sur la scène régionale ou provinciale                   | Officier de l'Ordre du mérite militaire (O.M.M.)   | Lieutenant de l'Ordre royal de Victoria (LVO) |
| Membre     | M.O.M. |  | Honore : un service ou un rendement exceptionnel au cours d’une période prolongée, habituellement sur la scène locale, régionale ou provinciale                                                     | Membre de l'Ordre du mérite militaire (M.M.M.)     | Membre de l'Ordre royal de Victoria (MVO)     |

## Admissibilité
Chaque année, le gouverneur général peut nommer des personnes à titre de commandeurs, d’officiers et de membres de l’Ordre, dans une proportion n’excédant pas 0,1 % du nombre moyen des membres et employés des corps policiers de l’année précédente. Les nominations sont réparties entre les cinq régions du pays selon la proportion d’agents de police en fonction dans chacune d’elles. Une personne admise à un grade peut être promue à un grade supérieur dans les années suivantes, sous réserve d’une mise en candidature résumant ses réalisations depuis son admission.
Des personnes non canadiennes, membres ou employées d’un service policier d’un autre pays, peuvent être admissibles à une nomination honoraire à titre de commandeur, d’officier ou de membre de l’Ordre. De plus, une seule personne par année peut être nommée commandeur, officier ou membre à titre honoraire. 